# Revn
Revn er en lille landsby på Djursland beliggende i Vejlby Sogn under Norddjurs Kommune. Tidligere hørende under Djurs Sønder Herred. Revn ligger i Region Midtjylland.
Revn er kendt for at være hjemsted for Frank Erichsen fra DR's program Frank & Kastaniegaarden.